# Coupe du monde de ski acrobatique 1995-1996
Navigation
Édition précédente Édition suivante
La Coupe du monde de ski acrobatique 1995-1996 est la dix-septième édition de la Coupe du monde de ski acrobatique organisée par la Fédération internationale de ski. En plus des quatre épreuves classiques, les bosses, le saut acrobatique, le ballet et le combiné (une combinaison des trois autres), elle inclut pour la première fois les bosses en parallèle. Par contre le combiné n'existe plus que pour les hommes.
 
La Canadienne Katherina Kubenk remporte son second titre après celui de 1993, l’Américain Jonny Moseley conserve le sien (son deuxième également).

## Déroulement de la compétition
Cette dix-septième édition comporte trois changements majeurs par rapport aux éditions précédentes, d'abord avec l'apparition d'une nouvelle épreuve, les bosses en parallèle. Même si le calendrier ne prévoit que trois courses dans la saison, c'est une discipline à part entière avec son propre classement (et son propre globe de cristal) et dont les points comptent pour le classement général. Autre évolution majeure, le combiné n'est plus comptabilisé que pour les hommes, trop peu de femmes participant aux trois disciplines. De fait, pour la première fois les circuits masculins et féminins ne sont plus strictement identiques (même si le combiné est une épreuve « papier », sans courses supplémentaires réelles). Enfin, conséquence des deux premières évolutions, le format du calendrier diverge de son modèle traditionnel avec des stations accueillant l'ensemble des disciplines. Seul Blackcomb, Breckenridge, Mont Tremblant, Kirchberg, Hundfjället et Altenmarkt im Pongau continuent d'accueillir les quatre disciplines classiques, soit seulement six des quatorze stations qui composent le circuit cette saison. Concernant Blackcomb, l'épreuve de saut acrobatique masculin est reportée à Mont Tremblant, et donc le combiné également.
La saison est donc composée de treize étapes, quatre en Amérique du Nord et neuf en Europe (dont deux fois La Plagne), et se déroule du 6 décembre 1995 au 23 mars 1996.
La Canadienne Katherina Kubenk remporte le classement général pour la seconde fois après son titre de 1993 tandis que l'Américain Jonny Moseley conserve le sien, acquis lors de la saison précédente.
| \| Lake Placid Blackcomb Breckenridge Mont Tremblant \| Sites des compétitions de ski acrobatique en Amérique du Nord |
| Lake Placid Blackcomb Breckenridge Mont Tremblant                                                                     |

| Lake Placid Blackcomb Breckenridge Mont Tremblant |

| \| Tignes La Plagne Piancavallo Kirchberg Oberjoch La Clusaz Altenmarkt im Pongau \| Sites des compétitions de ski acrobatique dans les Alpes |
| Tignes La Plagne Piancavallo Kirchberg Oberjoch La Clusaz Altenmarkt im Pongau                                                                |

| Tignes La Plagne Piancavallo Kirchberg Oberjoch La Clusaz Altenmarkt im Pongau |

| \| Hundfjället \| Sites des compétitions en Scandinavie |
| Hundfjället                                             |

| Hundfjället |

| \| Lake Placid Blackcomb Breckenridge Mont Tremblant \| Sites des compétitions de ski acrobatique en Amérique du Nord |
| Lake Placid Blackcomb Breckenridge Mont Tremblant                                                                     |

| Lake Placid Blackcomb Breckenridge Mont Tremblant |

| \| Tignes La Plagne Piancavallo Kirchberg Oberjoch La Clusaz Altenmarkt im Pongau \| Sites des compétitions de ski acrobatique dans les Alpes |
| Tignes La Plagne Piancavallo Kirchberg Oberjoch La Clusaz Altenmarkt im Pongau                                                                |

| Tignes La Plagne Piancavallo Kirchberg Oberjoch La Clusaz Altenmarkt im Pongau |

| \| Hundfjället \| Sites des compétitions en Scandinavie |
| Hundfjället                                             |

| Hundfjället |

## Classements

### Général
| Rang | Nom                    | Points |
| ---- | ---------------------- | ------ |
| 1    | Jonny Moseley          | 203.00 |
| 2    | David Belhumeur (pl)   | 144.00 |
| 3    | Heini Baumgartner (de) | 99.00  |
| 4    | Rune Kristiansen (de)  | 98.00  |
| 5    | Ian Edmondson (de)     | 94.00  |

| Rang | Nom                 | Points |
| ---- | ------------------- | ------ |
| 1    | Katherina Kubenk    | 117.00 |
| 2    | Donna Weinbrecht    | 99.00  |
| 3    | Elena Batalova (en) | 99.00  |
| 4    | Tatjana Mittermayer | 96.00  |
| 5    | Candice Gilg        | 96.00  |

### Saut acrobatique
Après avoir terminé deux fois troisième et trois fois deuxième du classement lors des cinq dernières saisons, la Suissesse Colette Brand réussi enfin à s'emparer du titre, devant les Canadiennes Veronica Brenner et Caroline Olivier (pl), grâce à six victoires et trois troisièmes places en onze manches de coupe du monde. À noter la grave blessure au dos de Nikki Stone contractée à Oberjoch qui l'empêche de défendre ses chances jusqu’au bout alors qu’elle était en tête du classement à ce moment de la saison (avec cinq podiums dont une victoire elle se classe finalement quatrième). Chez les hommes, l'Américain Trace Worthington ne peut pas défendre son titre à cause de crises de vertige et c'est son dauphin de 1995 qui en profite, le Français Sébastien Foucras. C'est son premier titre et il le remporte avec « seulement » deux victoires (et trois secondes places), moins que son compatriote Alexis Blanc (quatrième) ou que l'Américain Eric Bergoust (troisième), mais il se montre plus régulier sur l'ensemble de la saison.
| Rang | Nom                    | Points |
| ---- | ---------------------- | ------ |
| 1    | Sébastien Foucras      | 832.00 |
| 2    | Christian Rijavec (de) | 808.00 |
| 3    | Eric Bergoust          | 772.00 |
| 4    | Alexis Blanc           | 768.00 |
| 5    | Lloyd Langlois         | 764.00 |

| Rang | Nom                   | Points |
| ---- | --------------------- | ------ |
| 1    | Colette Brand         | 860.00 |
| 2    | Veronica Brenner      | 852.00 |
| 3    | Caroline Olivier (pl) | 808.00 |
| 4    | Nikki Stone           | 784.00 |
| 5    | Kirstie Marshall      | 772.00 |

### Ballet
Chez les femmes, l'Américaine triple tenante du titre Ellen Breen a arrêté sa carrière et ce sont les athlètes russes et suédoises qui dominent désormais la discipline. La meilleure d'entre-elles, six podiums dont cinq victoires en dix épreuves, est la Russe Elena Batalova (en) devant la Suédoise Annika Johansson (de) qui obtient son meilleur classement avec cette deuxième place qu'elle doit à huit podiums dont trois victoires. Chez les hommes, la saison se joue entre le quadruple champion norvégien (1991, 1992, 1993 et 1995) Rune Kristiansen (de) et le Suisse Heini Baumgartner (de). À eux-deux ils remportent les dix épreuves : quatre pour Kristiansen (sept podiums en tout) et six pour Baumgartner (second les quatre autres fois). C'est donc logiquement le Suisse qui s'impose, pour la première fois.
| Rang | Nom                    | Points |
| ---- | ---------------------- | ------ |
| 1    | Heini Baumgartner (de) | 696.00 |
| 2    | Rune Kristiansen (de)  | 684.00 |
| 3    | Ian Edmondson (de)     | 656.00 |
| 4    | Antti Inberg (fi)      | 628.00 |
| 5    | Steven Roxberg (pl)    | 600.00 |

| Rang | Nom                     | Points |
| ---- | ----------------------- | ------ |
| 1    | Elena Batalova (en)     | 692.00 |
| 2    | Annika Johansson (de)   | 672.00 |
| 3    | Oksana Kushenko (de)    | 644.00 |
| 4    | Natalja Razumowska (pl) | 632.00 |
| 5    | Åsa Magnusson (pl)      | 600.00 |

### Bosses
Chez les femmes, avec sept victoires en onze courses la quadruple championne (1990, 1991, 1992 et 1994) américaine Donna Weinbrecht récupère son titre alors que sa rivale française Raphaëlle Monod a arrêté sa carrière. Chez les hommes, la saison est endeuillée par la mort du champion en titre pendant l'été, le russe Sergei Shupletsov. Par ailleurs, le quadruple champion de la discipline, le Français Edgar Grospiron, a arrêté sa carrière. La compétition s'annonce donc très ouverte et c'est le Canadien Jean-Luc Brassard, déjà titré en 1993, qui s'impose (six podiums, trois victoires) devant l'Américain Jonny Moseley (cinq podiums, deux victoires).
| Rang | Nom               | Points |
| ---- | ----------------- | ------ |
| 1    | Jean-Luc Brassard | 732.00 |
| 2    | Jonny Moseley     | 724.00 |
| 3    | Fabrice Ougier    | 716.00 |
| 4    | Stéphane Rochon   | 704.00 |
| 5    | Jim Moran (en)    | 628.00 |

| Rang | Nom                 | Points |
| ---- | ------------------- | ------ |
| 1    | Donna Weinbrecht    | 792.00 |
| 2    | Tatjana Mittermayer | 772.00 |
| 3    | Candice Gilg        | 768.00 |
| 4    | Minna Karhu (fi)    | 704.00 |
| 5    | Ann Battelle        | 688.00 |

### Bosses parallèles
Pour la première édition, la saison de ski de bosses en parallèle bénéficie certes de son propre classement, mais elle ne comprend que trois courses. Ce sont sans surprises les skieurs qui dominent le circuit classique du ski de bosses qui s'illustrent. Chez les femmes, la Française Candice Gilg (la seule à monter sur les trois podiums, une victoire une deuxième et une troisième place) l'emporte devant ses deux rivales Donna Weinbrecht et Tatjana Mittermayer. Chez les hommes, le Suédois Jesper Rönnbäck (sv) est plus inattendu, contrairement à ses deux poursuivants Stéphane Rochon et Jonny Moseley.
| Rang | Nom                  | Points |
| ---- | -------------------- | ------ |
| 1    | Jesper Rönnbäck (sv) | 212.00 |
| 2    | Stéphane Rochon      | 192.00 |
| 3    | Jonny Moseley        | 184.00 |
| 3    | John Smart (pl)      | 184.00 |
| 5    | Jim Moran (en)       | 160.00 |

| Rang | Nom                     | Points |
| ---- | ----------------------- | ------ |
| 1    | Candice Gilg            | 284.00 |
| 2    | Donna Weinbrecht        | 280.00 |
| 3    | Tatjana Mittermayer     | 220.00 |
| 4    | Minna Karhu (fi)        | 200.00 |
| 5    | Ljudmila Dymchenko (de) | 180.00 |

### Combiné
Faute de concurrentes, il n'y a pas de concours combiné chez les femmes. Chez les hommes aussi l'heure est à la spécialisation et les polyvalents restent peu nombreux. Parmi eux l'Américain Jonny Moseley remporte cinq des six concours tandis que son dauphin canadien David Belhumeur (pl), après cinq secondes places, remporte le dernier.
| Rang | Nom                           | Points                        |
| ---- | ----------------------------- | ----------------------------- |
| 1    | Jonny Moseley                 | 400.00                        |
| 2    | David Belhumeur (pl)          | 392.00                        |
| 3    | Informations non communiquées | Informations non communiquées |
| 4    | Informations non communiquées | Informations non communiquées |
| 5    | Informations non communiquées | Informations non communiquées |

## Calendrier et podiums

### Hommes
| Date             | Lieu                  | Épreuve             | Vainqueur                                                         | Second                                                            | Troisième                                                         |
| ---------------- | --------------------- | ------------------- | ----------------------------------------------------------------- | ----------------------------------------------------------------- | ----------------------------------------------------------------- |
| 6 décembre 1995  | Tignes                | Ballet              | Heini Baumgartner (de)                                            | Ian Edmondson (de)                                                | Jason Bodnar                                                      |
| 9 décembre 1995  | Tignes                | Saut                | Eric Bergoust                                                     | Heini Baumgartner (de)                                            | Jonathan Sweet (pl)                                               |
| 10 décembre 1995 | Tignes                | Bosses              | Jean-Luc Brassard                                                 | Olivier Cotte                                                     | Fabrice Ougier                                                    |
| 11 décembre 1995 | Tignes                | Bosses en parallèle | Fabien Bertrand                                                   | Stéphane Rochon                                                   | Anders Jonell (pl)                                                |
| 14 décembre 1995 | La Plagne             | Ballet              | Heini Baumgartner (de)                                            | Ian Edmondson (de)                                                | Antti Inberg (fi)                                                 |
| 15 décembre 1995 | La Plagne             | Saut                | Alexis Blanc                                                      | Sébastien Foucras                                                 | Kris Feddersen (pl)                                               |
| 16 décembre 1995 | La Plagne             | Bosses              | Troy Benson (pl)                                                  | Jim Moran (en)                                                    | Fabrice Ougier                                                    |
| 20 décembre 1995 | Piancavallo           | Saut                | Alexis Blanc                                                      | Kris Feddersen (pl)                                               | Lloyd Langlois                                                    |
| 5 janvier 1996   | Lake Placid           | Saut                | Christian Rijavec (de)                                            | Lloyd Langlois                                                    | Vasily Vorobyov (en)                                              |
| 5 janvier 1996   | Lake Placid           | Bosses              | Jonny Moseley                                                     | Jim Moran (en)                                                    | Troy Benson (pl)                                                  |
| 12 janvier 1996  | Whistler Blackcomb    | Ballet              | Heini Baumgartner (de)                                            | Ian Edmondson (de)                                                | Rune Kristiansen (de)                                             |
| 13 janvier 1996  | Whistler Blackcomb    | Bosses              | Jonny Moseley                                                     | Jim Moran (en)                                                    | Stéphane Rochon                                                   |
| 13 janvier 1996  | Whistler Blackcomb    | Saut                | Épreuves reportées au Mont Tremblant le 25 janvier 1996.          | Épreuves reportées au Mont Tremblant le 25 janvier 1996.          | Épreuves reportées au Mont Tremblant le 25 janvier 1996.          |
| 13 janvier 1996  | Whistler Blackcomb    | Combiné             | Épreuves reportées au Mont Tremblant le 25 janvier 1996.          | Épreuves reportées au Mont Tremblant le 25 janvier 1996.          | Épreuves reportées au Mont Tremblant le 25 janvier 1996.          |
| 18 janvier 1996  | Breckenridge          | Ballet              | Rune Kristiansen (de)                                             | Heini Baumgartner (de)                                            | Antti Inberg (fi)                                                 |
| 19 janvier 1996  | Breckenridge          | Bosses              | Stéphane Rochon                                                   | Jonny Moseley                                                     | Laurent Niol (pl)                                                 |
| 20 janvier 1996  | Breckenridge          | Saut                | Vasily Vorobyov (en)                                              | Christian Rijavec (de)                                            | Nicolas Fontaine                                                  |
| 20 janvier 1996  | Breckenridge          | Combiné             | Jonny Moseley                                                     | David Belhumeur (pl)                                              | Information non communiquée                                       |
| 25 janvier 1996  | Mont Tremblant        | Saut,               | Sébastien Foucras                                                 | Christian Rijavec (de)                                            | Nicolas Fontaine                                                  |
| 25 janvier 1996  | Mont Tremblant        | Combiné,            | Jonny Moseley                                                     | David Belhumeur (pl)                                              | Information non communiquée                                       |
| 26 janvier 1996  | Mont Tremblant        | Ballet              | Rune Kristiansen (de)                                             | Heini Baumgartner (de)                                            | Ian Edmondson (de)                                                |
| 27 janvier 1996  | Mont Tremblant        | Bosses              | Stéphane Rochon                                                   | Fabrice Ougier                                                    | Jonny Moseley                                                     |
| 28 janvier 1996  | Mont Tremblant        | Saut                | Christian Rijavec (de)                                            | Alexis Blanc                                                      | Britt Swartley                                                    |
| 28 janvier 1996  | Mont Tremblant        | Combiné             | Jonny Moseley                                                     | David Belhumeur (pl)                                              | Information non communiquée                                       |
| 1er février 1996 | Kirchberg             | Ballet              | Rune Kristiansen (de)                                             | Heini Baumgartner (de)                                            | Ian Edmondson (de)                                                |
| 3 février 1996   | Kirchberg             | Saut                | Eric Bergoust                                                     | Christian Rijavec (de)                                            | Lloyd Langlois                                                    |
| 4 février 1996   | Kirchberg             | Bosses              | Jean-Luc Brassard                                                 | Jonny Moseley                                                     | Johann Grégoire                                                   |
| 4 février 1996   | Kirchberg             | Combiné             | Jonny Moseley                                                     | David Belhumeur (pl)                                              | Information non communiquée                                       |
| 10 février 1996  | Oberjoch              | Ballet              | Rune Kristiansen (de)                                             | Heini Baumgartner (de)                                            | Steven Roxberg (pl)                                               |
| 10 février 1996  | Oberjoch              | Saut                | Alexis Blanc                                                      | Sébastien Foucras                                                 | Nicolas Fontaine                                                  |
| 14 février 1996  | La Clusaz             | Bosses              | Jean-Luc Brassard                                                 | Troy Benson (pl)                                                  | Laurent Niol (pl)                                                 |
| 15 février 1996  | La Clusaz             | Bosses en parallèle | Craig Rodman (en)                                                 | Alex Wilson (en)                                                  | Fabrice Ougier                                                    |
| 16 février 1996  | La Plagne             | Saut                | Sébastien Foucras                                                 | Eric Bergoust                                                     | Nicolas Fontaine                                                  |
| 6 mars 1996      | Hundfjället           | Bosses              | Stéphane Rochon                                                   | Jesper Rönnbäck (sv)                                              | Jean-Luc Brassard                                                 |
| 7 mars 1996      | Hundfjället           | Bosses en parallèle | Jesper Rönnbäck (sv)                                              | Stéphane Rochon                                                   | Kurre Lansburgh (en)                                              |
| 8 mars 1996      | Hundfjället           | Ballet              | Heini Baumgartner (de)                                            | Rune Kristiansen (de)                                             | Ian Edmondson (de)                                                |
| 9 mars 1996      | Hundfjället           | Saut                | Alexis Blanc                                                      | Sébastien Foucras                                                 | Kip Griffin (pl)                                                  |
| 9 mars 1996      | Hundfjället           | Combiné             | Jonny Moseley                                                     | David Belhumeur (pl)                                              | Information non communiquée                                       |
| 15 mars 1996     | Altenmarkt Zauchensee | Bosses              | Jim Moran (en)                                                    | Jean-Luc Brassard                                                 | John Smart (pl)                                                   |
| 16 mars 1996     | Altenmarkt Zauchensee | Ballet              | Heini Baumgartner (de)                                            | Rune Kristiansen (de)                                             | Ian Edmondson (de)                                                |
| 16 mars 1996     | Altenmarkt Zauchensee | Saut                | Eric Bergoust                                                     | Matt Chojnacki (en)                                               | Mariano Ferrario (en)                                             |
| 16 mars 1996     | Altenmarkt Zauchensee | Combiné             | David Belhumeur (pl)                                              | Oleg Kuleshov (en)                                                | Information non communiquée                                       |
| 21 mars 1996     | Meiringen Hasliberg   | Saut                | Epreuve annulée à cause des mauvaises conditions météorologiques. | Epreuve annulée à cause des mauvaises conditions météorologiques. | Epreuve annulée à cause des mauvaises conditions météorologiques. |
| 22 mars 1996     | Meiringen Hasliberg   | Ballet              | Heini Baumgartner (de)                                            | Antti Inberg (fi)                                                 | Konrad Hilpert (de)                                               |
| 23 mars 1996     | Meiringen Hasliberg   | Bosses              | Takehiro Sakamoto (pl)                                            | Jean-Luc Brassard                                                 | Richard Gay                                                       |

### Femmes
| Date             | Lieu                  | Épreuve             | Vainqueur                                                         | Second                                                            | Troisième                                                         |
| ---------------- | --------------------- | ------------------- | ----------------------------------------------------------------- | ----------------------------------------------------------------- | ----------------------------------------------------------------- |
| 6 décembre 1995  | Tignes                | Ballet              | Elena Batalova (en)                                               | Cathy Féchoz                                                      | Annika Johansson (de)                                             |
| 9 décembre 1995  | Tignes                | Saut                | Veronica Brenner                                                  | Nikki Stone                                                       | Colette Brand                                                     |
| 10 décembre 1995 | Tignes                | Bosses              | Tatjana Mittermayer                                               | Candice Gilg                                                      | Donna Weinbrecht                                                  |
| 11 décembre 1995 | Tignes                | Bosses en parallèle | Ljudmila Dymchenko (de)                                           | Tatjana Mittermayer                                               | Candice Gilg                                                      |
| 14 décembre 1995 | La Plagne             | Ballet              | Elena Batalova (en)                                               | Cathy Féchoz                                                      | Natalja Razumowska (pl)                                           |
| 15 décembre 1995 | La Plagne             | Saut                | Colette Brand                                                     | Kirstie Marshall                                                  | Nataliya Orekhova (en)                                            |
| 16 décembre 1995 | La Plagne             | Bosses              | Candice Gilg                                                      | Tatjana Mittermayer                                               | Anne Cattelin (pl)                                                |
| 20 décembre 1995 | Piancavallo           | Saut                | Veronica Brenner                                                  | Nikki Stone                                                       | Caroline Olivier (pl)                                             |
| 5 janvier 1996   | Lake Placid           | Saut                | Veronica Brenner'                                                 | Stacey Blumer (en)                                                | Colette Brand                                                     |
| 5 janvier 1996   | Lake Placid           | Bosses              | Donna Weinbrecht                                                  | Tatjana Mittermayer                                               | Candice Gilg                                                      |
| 12 janvier 1996  | Whistler Blackcomb    | Ballet              | Annika Johansson (de)                                             | Katherina Kubenk                                                  | Oksana Kushenko (de)                                              |
| 13 janvier 1996  | Whistler Blackcomb    | Bosses              | Donna Weinbrecht                                                  | Candice Gilg                                                      | Tatjana Mittermayer                                               |
| 13 janvier 1996  | Whistler Blackcomb    | Saut                | Michèle Rohrbach (en)'                                            | Stacey Blumer (en)                                                | Nikki Stone                                                       |
| 18 janvier 1996  | Breckenridge          | Ballet              | Natalja Razumowska (pl)                                           | Oksana Kushenko (de)                                              | Raquel Gutiérrez (pl)                                             |
| 19 janvier 1996  | Breckenridge          | Bosses              | Donna Weinbrecht                                                  | Candice Gilg                                                      | Kari Traa                                                         |
| 20 janvier 1996  | Breckenridge          | Saut                | Nikki Stone                                                       | Veronica Brenner                                                  | Colette Brand                                                     |
| 26 janvier 1996  | Mont Tremblant        | Ballet              | Elena Batalova (en)                                               | Natalja Razumowska (pl)                                           | Annika Johansson (de)                                             |
| 27 janvier 1996  | Mont Tremblant        | Bosses              | Minna Karhu (fi)                                                  | Tatjana Mittermayer                                               | Candice Gilg                                                      |
| 1er février 1996 | Kirchberg             | Ballet              | Annika Johansson (de)                                             | Oksana Kushenko (de)                                              | Åsa Magnusson (pl)                                                |
| 3 février 1996   | Kirchberg             | Saut                | Colette Brand                                                     | Nikki Stone                                                       | Kirstie Marshall                                                  |
| 4 février 1996   | Kirchberg             | Bosses              | Donna Weinbrecht                                                  | Tatjana Mittermayer                                               | Candice Gilg                                                      |
| 10 février 1996  | Oberjoch              | Ballet              | Elena Batalova (en)                                               | Natalja Razumowska (pl)                                           | Annika Johansson (de)                                             |
| 10 février 1996  | Oberjoch              | Saut                | Colette Brand                                                     | Stacey Blumer (en)                                                | Marie Lindgren                                                    |
| 14 février 1996  | La Clusaz             | Bosses              | Donna Weinbrecht                                                  | Tatjana Mittermayer                                               | Minna Karhu (fi)                                                  |
| 15 février 1996  | La Clusaz             | Bosses en parallèle | Candice Gilg                                                      | Donna Weinbrecht                                                  | Minna Karhu (fi)                                                  |
| 16 février 1996  | La Plagne             | Saut                | Colette Brand                                                     | Veronica Brenner                                                  | Marie Lindgren                                                    |
| 6 mars 1996      | Hundfjället           | Bosses              | Donna Weinbrecht                                                  | Candice Gilg                                                      | Minna Karhu (fi)                                                  |
| 7 mars 1996      | Hundfjället           | Bosses en parallèle | Donna Weinbrecht                                                  | Candice Gilg                                                      | Tae Satoya                                                        |
| 8 mars 1996      | Hundfjället           | Ballet              | Elena Batalova (en)                                               | Natalja Razumowska (pl)                                           | Annika Johansson (de)                                             |
| 9 mars 1996      | Hundfjället           | Saut                | Kirstie Marshall                                                  | Caroline Olivier (pl)                                             | Michèle Rohrbach (en)                                             |
| 13 mars 1996     | Altenmarkt Zauchensee | Saut                | Caroline Olivier (pl)                                             | Colette Brand                                                     | Marie Lindgren                                                    |
| 15 mars 1996     | Altenmarkt Zauchensee | Bosses              | Donna Weinbrecht                                                  | Tatjana Mittermayer                                               | Candice Gilg                                                      |
| 16 mars 1996     | Altenmarkt Zauchensee | Ballet              | Annika Johansson (de)                                             | Oksana Kushenko (de)                                              | Elena Batalova (en)                                               |
| 22 mars 1996     | Meiringen Hasliberg   | Saut                | Epreuve annulée à cause des mauvaises conditions météorologiques. | Epreuve annulée à cause des mauvaises conditions météorologiques. | Epreuve annulée à cause des mauvaises conditions météorologiques. |
| 21 mars 1996     | Meiringen Hasliberg   | Ballet              | Elena Batalova (en)                                               | Annika Johansson (de)                                             | Oksana Kushenko (de)                                              |
| 23 mars 1996     | Meiringen Hasliberg   | Bosses              | Candice Gilg                                                      | Tatjana Mittermayer                                               | Aiko Uemura                                                       |